# Pecom 64
Pecom 64 је школски (образовни) и/или кућни рачунар развијен 1985. године у Електронској индустрији Ниш. 

## Техничке карактеристике
- Микропроцесор:  на 2.8
- : 16 , са опционим 16  проширењем које садржи побољшани едитор и асемблер
- Примарна меморија: 64
- Секундарна меморија: касетна трака
- Слика: 8 боја, текстуални режим са 24 линије са по 40 карактера и псеудографиком
- Звук (вероватно):
- Конектори: касетофон, видео и телевизијски (антенски, UHF),  и конектор за проширења